# Susceptansa
U Elektrotehnici, susceptansa (B) je imagiran deo admitanse.Obrnuto od admitanse je impedansa i realni deo admitanse je provodnost. U SI , susceptansa se meri siemens. Oliver Heaviside je prvi definisao ovo svojstvo, koja je nazvaopermitansa, Juna 1887.

## Formula
Opšta jednačina admitanse daje:
{\displaystyle Y=G+jB\,}
gde je
Y admitansa, merna jedinica simens ( 1/om ).
G Konduktansa  - Електричнa provodnost - provodljivost, merna jedinica siemens.
j Imaginarna jednica, i
B susceptansa, merna jedinica siemens.
Admitansa(Y) je obrnuto od impedanse (Z)
{\displaystyle Y={\frac {1}{Z}}={\frac {1}{R+jX}}=\left({\frac {R}{R^{2}+X^{2}}}\right)+j\left({\frac {-X}{R^{2}+X^{2}}}\right)\,}
ili
{\displaystyle B=Im(Y)=\left({\frac {-X}{R^{2}+X^{2}}}\right)={\frac {-X}{|Z|^{2}}}}
gde je
{\displaystyle Z=R+jX\,}
Z je impedansa, merna jedinica Om
R je električni otpor, merna jedinca Om
X je induktivni otpor, merna jedinica Om
Susceptansa je imaginaran deo
Magnituda admitanse daje:
{\displaystyle \left|Y\right|={\sqrt {G^{2}+B^{2}}}\,}